# Санді-Гук (Вісконсин)
Санді-Гук (англ. Sandy Hook) — переписна місцевість (CDP) в США, в окрузі Грант штату Вісконсин. Населення — 293 особи (2020).

## Географія
Санді-Гук розташоване за координатами 42°32′48″ пн. ш. 90°37′0″ зх. д. / 42.54667° пн. ш. 90.61667° зх. д. (42.546632, -90.616762).  За даними Бюро перепису населення США в 2010 році переписна місцевість мала площу 3,62 км², уся площа — суходіл.

## Демографія
Згідно з переписом 2010 року, у переписній місцевості мешкало 309 осіб у 131 домогосподарстві у складі 97 родин. Густота населення становила 85 осіб/км².  Було 136 помешкань (38/км²).
Расовий склад населення:
| - 98,7 % — білих - 1,3 % — осіб інших рас |

До двох чи більше рас належало 0,0 %. Частка іспаномовних становила 1,6 % від усіх жителів.
За віковим діапазоном населення розподілялося таким чином: 18,4 % — особи молодші 18 років, 60,9 % — особи у віці 18—64 років, 20,7 % — особи у віці 65 років та старші. Медіана віку мешканця становила 50,5 року. На 100 осіб жіночої статі у переписній місцевості припадало 117,6 чоловіків;  на 100 жінок у віці від 18 років та старших — 127,0 чоловіків також старших 18 років.
Середній дохід на одне домашнє господарство  становив 71 096 доларів США (медіана — 60 764), а середній дохід на одну сім'ю — 79 359 доларів (медіана — 71 083). Медіана доходів становила 46 205 доларів для чоловіків та 40 750 доларів для жінок. За межею бідності перебувало 11,2 % осіб, у тому числі 25,2 % дітей у віці до 18 років та 0,0 % осіб у віці 65 років та старших.
Цивільне працевлаштоване населення становило 203 особи. Основні галузі зайнятості: освіта, охорона здоров'я та соціальна допомога — 31,5 %, виробництво — 23,6 %, будівництво — 19,2 %.